# 古尔冈县
古尔冈县（Gurgaon），是印度哈里亚纳邦的县。总人口173542（2001年）。

## 人口
该地2001年总人口173542人，其中男性92985人，女性80557人；0—6岁人口22020人，其中男12303人，女9717人；识字率77.01%，其中男性为80.81%，女性为72.63%。